# My baby
My baby (tytuł czytany po polsku) – polski serial telewizyjny, tworzony w latach 2006–2010, a emitowany od 14 lipca do 18 sierpnia 2011 w Polsacie w paśmie nocnym.

## Obsada
- Wiktor Zborowski jako ojciec Michała
- Anna Radwan jako matka Michała
- Tomasz Wlaziński jako Michał
- Dorota Kwiatkowska jako miss Rich
- Agnieszka Włodarczyk jako Zosia, córka miss Rich
- Maria Niklińska jako Majka, przyjaciółka Zosi
- Katarzyna Glinka jako Jola, przyjaciółka Zosi
- Mateusz Grydlik jako roznosiciel pizzy
- Mirosław Zbrojewicz jako ksiądz
- Wojciech Siemion
- Małgorzata Niemirska
- Ida Nowakowska
- Zbigniew Buczkowski
- Rafał Cieszyński
- Mariusz Drężek jako Rysio, chłopak Joli
- Cezary Żak
- Edyta Jungowska
- Jan Jankowski jako Antoni